# 와하하 합작 회사
와하하 합작 회사(중국어: 娃哈哈合资公司)는 중국의 최대 음료수 제조업체인 항저우 와하하 그룹과, 세계 최대 식품 공급업체인 프랑스의 다농이 합작하여 1996년에 설립한 회사이다.
경영권과 '와하하'의 상표권을 두고 두 회사 사이에 마찰이 있었다. 수년간의 분쟁 끝에 2009년 9월 30일, 합의를 이루어 다농 측이 와하하의 보유지분 51%를 전량 매각할 것이라고 발표하였다.

## 연표
- 1996-03-28, 합작 계약
- 1998, 다농 그룹이 소유주가 됨.
- 2007-04-09 다농이 와하하 합작 회사의 회장에게 불법적으로 와하하 상표를 사용하는 것을 30일 이내에 중단하라는 경고의 편지를 보냄.
- 2009-09-30 다농이 와하하 합작 회사 지분을 전량 매각하겠다는 발표를 함.